# Campeonato Sub-20 de la Concacaf de 2018
El Campeonato Sub-20 de la Concacaf de 2018 fue la sexta edición del Campeonato Sub-20 de la Concacaf (27ª edición si se cuentan todas las épocas). A diferencia del formato anterior, que incluyó clasificatorias regionales en el Caribe y Centroamérica y un campeonato final, la nueva competencia centralizada garantizó que todos los equipos tengan la oportunidad de jugar más partidos de fútbol de alto nivel en un solo lugar. En el transcurso de veintitrés días, jugadores, entrenadores, administradores de equipo y árbitros también tuvieron acceso a los programas de desarrollo de Concacaf.
La competencia estuvo compuesta por tres rondas. Para la primera fase de grupos, los treinta y cinco equipos participantes fueron divididos en seis grupos. Una vez esta concluyó, los seis ganadores de cada uno de los grupos avanzaron a la etapa de clasificación. Para la etapa de clasificación, los seis equipos restantes se dividieron en dos grupos de tres equipos. Los ganadores de los dos grupos de la etapa de clasificación, así como los segundos lugares se clasificaron para la Copa Mundial de Fútbol Sub-20 de 2019. Además, los ganadores de los dos grupos jugaron la final del torneo para determinar el campeón regional.
El ganador fue la selección de Estados Unidos que logró su segundo título al derrotar a la selección de México en la final por 2 a 0.

## Clasificación
No participan en esta edición.
| - Anguila - Bahamas - Bonaire - Islas Vírgenes Británicas | - Guayana Francesa - Montserrat - Islas Turcas y Caicos |

| Equipo                               | Clasificación           | Participaciones         | Mejores actuaciones                                                                      | Participaciones en la Copa Mundial de Fútbol Sub-20 |
| Zona norteamericana (3)              | Zona norteamericana (3) | Zona norteamericana (3) | Zona norteamericana (3)                                                                  | Zona norteamericana (3)                             |
| ------------------------------------ | ----------------------- | ----------------------- | ---------------------------------------------------------------------------------------- | --------------------------------------------------- |
| Estados Unidos(CV)                   | Organizador             | 24                      | Campeones (2017)                                                                         | 15                                                  |
| Canadá                               | Automática              | 23                      | Campeones (1986, 1996)                                                                   | 8                                                   |
| México                               | Automática              | 26                      | Campeones (1962, 1970, 1973, 1974, 1976, 1978, 1980, 1984, 1990, 1992, 2011, 2013, 2015) | 15                                                  |
| La zona centroamericana (7)          |                         |                         |                                                                                          |                                                     |
| Costa Rica                           | Automática              | 20                      | Campeones (1988, 2009)                                                                   | 9                                                   |
| Honduras                             | Automática              | 19                      | Campeones (1982, 1994)                                                                   | 7                                                   |
| El Salvador                          | Automática              | 17                      | Campeones (1964)                                                                         | 1                                                   |
| Panamá                               | Automática              | 11                      | Subcampeones (2015)                                                                      | 5                                                   |
| Guatemala                            | Automática              | 19                      | Subcampeones (1962, 1973)                                                                | 1                                                   |
| Nicaragua                            | Automática              | 10                      | Segunda ronda (1976)                                                                     | 0                                                   |
| Belice                               | Automática              | 2                       | Primera ronda (1994)                                                                     | 0                                                   |
| La zona caribeña (24)                |                         |                         |                                                                                          |                                                     |
| Antigua y Barbuda                    | Automática              | 4                       | Primera ronda (1980, 1986)                                                               | 0                                                   |
| Aruba                                | Automática              | 2                       | Primera ronda (2015)                                                                     | 0                                                   |
| Barbados                             | Automática              | 6                       | Primera ronda (1980, 1986)                                                               | 0                                                   |
| Cuba                                 | Automática              | 13                      | Tercer lugar (1973)                                                                      | 1                                                   |
| Curazao                              | Automática              | 2                       | Primera ronda (2013)                                                                     | 0                                                   |
| Dominica                             | Automática              | 1                       | Primera participación                                                                    | 0                                                   |
| Granada                              | Automática              | 4                       | Primera ronda (1990)                                                                     | 0                                                   |
| Guadalupe                            | Automática              | 1                       | Primera participación                                                                    | 0                                                   |
| Guyana                               | Automática              | 2                       | Segunda ronda (1984)                                                                     | 0                                                   |
| Islas Vírgenes de los Estados Unidos | Automática              | 1                       | Primera participación                                                                    | 0                                                   |
| Islas Caimán                         | Automática              | 1                       | Primera participación                                                                    | 0                                                   |
| Jamaica                              | Automática              | 20                      | Tercer lugar (1970)                                                                      | 1                                                   |
| Martinica                            | Automática              | 1                       | Primera participación                                                                    | 0                                                   |
| San Vicente y las Granadinas         | Automática              | 1                       | Primera participación                                                                    | 0                                                   |
| Santa Lucía                          | Automática              | 1                       | Primera participación                                                                    | 0                                                   |
| República Dominicana                 | Automática              | 4                       | Primera ronda (1976)                                                                     | 0                                                   |
| Puerto Rico                          | Automática              | 1                       | Primera participación                                                                    | 0                                                   |
| Surinam                              | Automática              | 6                       | Primera ronda (1986)                                                                     | 0                                                   |
| Saint-Martin                         | Automática              | 1                       | Primera participación                                                                    | 0                                                   |
| Sint Maarten                         | Automática              | 1                       | Primera participación                                                                    | 0                                                   |
| Bermudas                             | Automática              | 13                      | Segunda ronda (1974, 1980)                                                               | 0                                                   |
| Haití                                | Automática              | 9                       | Segunda ronda (1978)                                                                     | 0                                                   |
| Trinidad y Tobago                    | Automática              | 20                      | Subcampeones (1990)                                                                      | 2                                                   |
| San Cristóbal y Nieves               | Automática              | 3                       | Primera ronda (2007)                                                                     | 0                                                   |

## Sedes
La Academia de Fútbol IMG fue seleccionada como única sede del torneo:
| Academia de Fútbol IMG |
| Capacidad: 1,500       |
|                        |

## Sorteo
El sorteo se llevó a cabo el 13 de septiembre a las 08:00 CST (UTC-6) en el IMG Academy, Bradenton, Florida, U.S. , y se transmitió en vivo a través de CONCACAF.com.
A diferencia del formato anterior, que incluía clasificatorias regionales en el Caribe y Centroamérica y un campeonato final, la nueva competencia centralizada garantizará que todos los equipos tengan la oportunidad de jugar más partidos de fútbol de alto nivel en un solo lugar. En el transcurso de veintitrés días, jugadores, entrenadores, administradores de equipo y árbitros también tendrán acceso a los programas de desarrollo de Concacaf.
La competencia estará compuesta por tres rondas. Para la primera fase de grupos, los treinta y cuatro equipos participantes serán divididos en seis grupos. Cuatro de seis equipos y dos de cinco equipos Una vez esta concluya, los seis ganadores de cada uno de los grupos avanzarán a la etapa de clasificación. Para la etapa de clasificación, los seis equipos restantes serán divididos en dos grupos de tres equipos. Los ganadores de los dos grupos de la etapa de clasificación, así como los segundos lugares se clasificarán para la Copa Mundial de Fútbol Sub-20 de la FIFA 2019. Además, los ganadores de los dos grupos avanzarán a la final del torneo para determinar el campeón regional.
| Cabezas de serie                                                         | Bombo 2                                                           | Bombo 3                                                                             | Bombo 4                                                                             | Bombo 5                                                                                | Bombo 6                                                                          |
| ------------------------------------------------------------------------ | ----------------------------------------------------------------- | ----------------------------------------------------------------------------------- | ----------------------------------------------------------------------------------- | -------------------------------------------------------------------------------------- | -------------------------------------------------------------------------------- |
| - México - Estados Unidos - Costa Rica - Honduras - El Salvador - Panamá | - Cuba - Guatemala - Trinidad y Tobago - Haití - Canadá - Jamaica | - Antigua y Barbuda - Bermudas - San Cristóbal y Nieves - Curazao - Aruba - Surinam | - Nicaragua - República Dominicana - Puerto Rico - Guadalupe - Santa Lucía - Guyana | - San Vicente y las Granadinas - Granada - Islas Caimán - Barbados - Belice - Dominica | - Islas Vírgenes de los Estados Unidos - Martinica - Saint-Martin - Sint Maarten |

## Fase de grupos
Los primeros de cada grupo avanzan a la fase de clasificación.
Todos los horarios son locales, CST (UTC-6).

### Grupo A
| Pos. | Equipo                                   | Pts. | PJ | G | E | P | GF | GC | Dif. | Clasificación         |
| ---- | ---------------------------------------- | ---- | -- | - | - | - | -- | -- | ---- | --------------------- |
| 1    | Estados Unidos (H)                       | 15   | 5  | 5 | 0 | 0 | 39 | 2  | +37  | Fase de Clasificación |
| 2    | Surinam (E)                              | 9    | 5  | 3 | 0 | 2 | 18 | 12 | +6   |                       |
| 3    | Puerto Rico (E)                          | 9    | 5  | 3 | 0 | 2 | 16 | 15 | +1   |                       |
| 4    | Trinidad y Tobago (E)                    | 9    | 5  | 3 | 0 | 2 | 12 | 11 | +1   |                       |
| 5    | San Vicente y las Granadinas (E)         | 3    | 5  | 1 | 0 | 4 | 8  | 15 | −7   |                       |
| 6    | Islas Vírgenes de los Estados Unidos (E) | 0    | 5  | 0 | 0 | 5 | 2  | 40 | −38  |                       |

 Fuente: CONCACAF
| 1 de noviembre de 2018, 12:45 | Trinidad y Tobago                            | 3:2 (1:2) | San Vicente y las Granadinas | IMG Soccer Complex #2, Bradenton, Florida |                              |
|                               | - Prowell 38' - Ramdeen 90+1' - García 90+5' | Reporte   | - 14', 18' Francis           | Árbitro(s): Daneon Parchment              | Árbitro(s): Daneon Parchment |

| 1 de noviembre de 2018, 15:00 | Surinam | 13:2 (5:0) | Islas Vírgenes de los Estados Unidos | IMG Soccer Complex #11, Bradenton, Florida |                              |
|                               | - Doorson 3', 51' - Elshot 19', 34', 36' - Vlijter 22', 63' - Verwey 47', 52', 74' - Querrard 50' (a.g.) - Rigters 70' - Hoepel 86' | Reporte    | - 54' Joseph - 81' (pen.) Mcguiness  | Árbitro(s): Melvin Matamoros               | Árbitro(s): Melvin Matamoros |

| 1 de noviembre de 2018, 17:00 | Estados Unidos                                                                | 7:1 (3:1) | Puerto Rico | IMG Academy Stadium, Bradenton, Florida |                             |
|                               | - Rennicks 5', 57' - Méndez 11' - Pomykal 27' - Akinola 49', 69' - Llanez 86' | Reporte   | - 33' Cosme | Árbitro(s): Héctor Martínez             | Árbitro(s): Héctor Martínez |

| 3 de noviembre de 2018, 15:00 | Puerto Rico | 1:5 (0:2) | Trinidad y Tobago                                         | IMG Soccer Complex #2, Bradenton, Florida |                                      |
|                               | - Díaz 53'  | Reporte   | - 25' Rochford - 40', 57' Lee - 80' Sween - 90+1' Francis | Árbitro(s): Adonai Escobedo González      | Árbitro(s): Adonai Escobedo González |

| 3 de noviembre de 2018, 17:30 | San Vicente y las Granadinas | 1:2 (1:2) | Surinam                    | IMG Soccer Stadium, Bradenton, Florida |                             |
|                               | - De Souza 22'               | Reporte   | - 29' Vlijter - 30' Verwey | Árbitro(s): Benjamín Pineda            | Árbitro(s): Benjamín Pineda |

| 3 de noviembre de 2018, 18:00 | Islas Vírgenes de los Estados Unidos | 0:13 (0:6) | Estados Unidos | IMG Academy Stadium, Bradenton, Florida |                            |
|                               |                                      | Reporte    | - 3' Dorsey - 19' Akinola - 22', 29', 39' Llanez - 41' Fontana - 62', 67' Rennicks - 63', 82' McKenzie - 68' Pomykal - 80' Méndez - 90+1' Pérez | Árbitro(s): Keylor Herrera              | Árbitro(s): Keylor Herrera |

| 5 de noviembre de 2018, 15:00 | San Vicente y las Granadinas           | 3:0 (1:0) | Islas Vírgenes de los Estados Unidos | IMG Soccer Complex #11, Bradenton, Florida |                         |
|                               | - Souza 22' - Frazer 67' - Francis 84' | Reporte   |                                      | Árbitro(s): Damien Rosa                    | Árbitro(s): Damien Rosa |

| 5 de noviembre de 2018, 15:00 | Surinam       | 1:2 (1:0) | Puerto Rico           | IMG Soccer Complex #2, Bradenton, Florida |                                |
|                               | - Godlieb 25' | Reporte   | - 74', 90+3' Servania | Árbitro(s): Trevester Richards            | Árbitro(s): Trevester Richards |

| 5 de noviembre de 2018, 19:45 | Estados Unidos                                                                         | 6:1 (3:0) | Trinidad y Tobago | IMG Academy Stadium, Bradenton, Florida |                                   |
|                               | - Servania 6' - Homer 8' (a.g.) - Pomykal 45' - Méndez 52' - Llanez 56' - Torres 90+3' | Reporte   | - 54' Lee         | Árbitro(s): Juan Gabriel Calderón       | Árbitro(s): Juan Gabriel Calderón |

| 7 de noviembre de 2018, 15:00 | Puerto Rico                                                                   | 8:0 (1:0) | Islas Vírgenes de los Estados Unidos | IMG Soccer Complex Field #2, Bradenton, Florida |                             |
|                               | - Hernández 26', 56' - Rabel 46', 86' - Servania 51', 72', 88' - Montañez 82' | Reporte   |                                      | Árbitro(s): Benjamín Pineda                     | Árbitro(s): Benjamín Pineda |

| 7 de noviembre de 2018, 19:45 | Trinidad y Tobago | 0:2 (0:1) | Surinam                  | IMG Academy Stadium, Bradenton, Florida |                                     |
|                               |                   | Reporte   | - 29' Cairo - 70' Elshot | Árbitro(s): Bryan López Castellanos     | Árbitro(s): Bryan López Castellanos |

| 7 de noviembre de 2018, 20:00 | San Vicente y las Granadinas | 0:6 (0:0) | Estados Unidos                                                   | IMG Soccer Stadium, Bradenton, Florida |                                 |
|                               |                              | Reporte   | - 46' Torres - 59' Llanez - 66', 79', 81' Fontana - 90' Servania | Árbitro(s): Pierre-Luc Lauzière        | Árbitro(s): Pierre-Luc Lauzière |

| 9 de noviembre de 2018, 15:00 | Puerto Rico                                   | 4:2 (2:2) | San Vicente y las Granadinas | IMG Soccer Complex Field #11, Bradenton, Florida |                             |
|                               | - Servania 4', 68' - Rabel 45' - Montañez 76' | Reporte   | - 35' Fraser - 37' Da Souza  | Árbitro(s): Neressa Goldson                      | Árbitro(s): Neressa Goldson |

| 9 de noviembre de 2018, 15:00 | Islas Vírgenes de los Estados Unidos | 0:3 (0:1) | Trinidad y Tobago              | IMG Soccer Complex Field #2, Bradenton, Florida |                          |
|                               |                                      | Reporte   | - 1' Orr - 77' Lee - 90' Berry | Árbitro(s): Kimbell Ward                        | Árbitro(s): Kimbell Ward |

| 9 de noviembre de 2018, 17:30 | Estados Unidos                                                                   | 7:0 (4:0) | Surinam | IMG Academy Stadium, Bradenton, Florida |                                     |
|                               | - Méndez 7', 83' - McKenzie 26' - Akinola 43', 45+1' - Torres 62' - Rennicks 79' | Reporte   |         | Árbitro(s): Ismael Cornejo Meléndez     | Árbitro(s): Ismael Cornejo Meléndez |

### Grupo B
| Pos. | Equipo           | Pts. | PJ | G | E | P | GF | GC | Dif. | Clasificación         |
| ---- | ---------------- | ---- | -- | - | - | - | -- | -- | ---- | --------------------- |
| 1    | México           | 13   | 5  | 4 | 1 | 0 | 31 | 2  | +29  | Fase de Clasificación |
| 2    | Jamaica (E)      | 13   | 5  | 4 | 1 | 0 | 24 | 3  | +21  |                       |
| 3    | Granada (E)      | 6    | 5  | 2 | 0 | 3 | 7  | 14 | −7   |                       |
| 4    | Nicaragua (E)    | 6    | 5  | 2 | 0 | 3 | 4  | 13 | −9   |                       |
| 5    | Aruba (E)        | 4    | 5  | 1 | 1 | 3 | 6  | 20 | −14  |                       |
| 6    | Saint-Martin (E) | 1    | 5  | 0 | 1 | 4 | 3  | 23 | −20  |                       |

 Fuente: CONCACAF
| 2 de noviembre de 2018, 15:00 | Aruba       | 1:1 (0:1) | Saint-Martin    | IMG Soccer Complex #11, Bradenton, Florida |                                 |
|                               | - Croes 81' | Reporte   | - 26' Arrondell | Árbitro(s): José Kellys Marquez            | Árbitro(s): José Kellys Marquez |

| 2 de noviembre de 2018, 19:45 | México                                                                                 | 7:0 (3:0) | Nicaragua | IMG Academy Stadium, Bradenton, Florida |                            |
|                               | - 2', 51' Macías - 32', 44' D. López - 70' Gutiérrez - 85' (pen.) Lozano - 86' Álvarez | Reporte   |           | Árbitro(s): Henry Bejarano              | Árbitro(s): Henry Bejarano |

| 2 de noviembre de 2018, 20:10 | Jamaica     | 1:0 (0:0) | Granada | IMG Soccer Stadium, Bradenton, Florida |                                |
|                               | - Topey 86' | Reporte   |         | Árbitro(s): Trevester Richards         | Árbitro(s): Trevester Richards |

| 4 de noviembre de 2018, 10:30 | Granada | 0:3 (0:3) | Aruba                                       | IMG Soccer Complex #11, Bradenton, Florida |                                       |
|                               |         | Reporte   | - 1' Maduro - 5' Croes - 44' (a.g.) Phillip | Árbitro(s): Fernando Morón Valdelamar      | Árbitro(s): Fernando Morón Valdelamar |

| 4 de noviembre de 2018, 12:45 | Nicaragua | 0:3 (0:1) | Jamaica                                 | IMG Soccer Complex #2, Bradenton, Florida |                        |
|                               |           | Reporte   | - 45' Rochester - 75' Topey - 90' Daley | Árbitro(s): John Pitti                    | Árbitro(s): John Pitti |

| 4 de noviembre de 2018, 19:45 | Saint-Martin | 0:4 (0:3) | México                                          | IMG Academy Stadium, Bradenton, Florida |                                |
|                               |              | Reporte   | - 5', 25' Sepúlveda - 20' Macías - 47' E. López | Árbitro(s): Mario Escobar Toca          | Árbitro(s): Mario Escobar Toca |

| 6 de noviembre de 2018, 15:00 | Granada                                           | 5:2 (3:1) | Saint-Martin             | IMG Soccer Complex Field #11, Bradenton, Florida |                                 |
|                               | - Charles 21', 27' - Stephen 30', 66' - Piere 84' | Reporte   | - 1' Freyer - 56' Pagesy | Árbitro(s): Carly Shaw-Maclaren                  | Árbitro(s): Carly Shaw-Maclaren |

| 6 de noviembre de 2018, 17:15 | Aruba          | 1:2 (0:0) | Nicaragua                         | IMG Soccer Stadium, Bradenton, Florida |                           |
|                               | - Maduro 90+2' | Reporte   | - 74' (a.g.) Jacobs - 79' Caldera | Árbitro(s): Edgar Ramírez              | Árbitro(s): Edgar Ramírez |

| 6 de noviembre de 2018, 20:00 | México                                 | 2:2 (1:0) | Jamaica                    | IMG Academy Stadium, Bradenton, Florida |                             |
|                               | - Brown 21' (a.g.) - Macías 66' (pen.) | Reporte   | - 61' Jibbison - 71' Magee | Árbitro(s): Héctor Martínez             | Árbitro(s): Héctor Martínez |

| 8 de noviembre de 2018, 15:00 | Nicaragua                  | 2:0 (1:0) | Saint-Martin | IMG Soccer Complex Field #2, Bradenton, Florida |                                 |
|                               | - Acuña 49' - Palacios 76' | Reporte   |              | Árbitro(s): Patrick SeneCharles                 | Árbitro(s): Patrick SeneCharles |

| 8 de noviembre de 2018, 19:45 | Granada | 0:8 (0:3) | México                                                                                          | IMG Soccer Stadium, Bradenton, Florida |                               |
|                               |         | Reporte   | - 3' Orona - 30', 71' Macías - 38', 52' E. López - 57' Gutiérrez - 73' Hernández - 89' D. López | Árbitro(s): William Barrantes          | Árbitro(s): William Barrantes |

| 8 de noviembre de 2018, 20:00 | Jamaica                                                                  | 7:1 (0:0) | Aruba       | IMG Academy Stadium, Bradenton, Florida |                            |
|                               | - Topey 50' - Rochester 52', 64', 90+5' - Daey 70' - McIntosh 84', 90+1' | Reporte   | - 66' Croes | Árbitro(s): Oliver Vergara              | Árbitro(s): Oliver Vergara |

| 10 de noviembre de 2018, 15:00 | Nicaragua | 0:2 (0:1) | Granada                      | IMG Soccer Complex Field #11, Bradenton, Florida |                             |
|                                |           | Reporte   | - 34' Charles - 72' Braveboy | Árbitro(s): Danielle Chesky                      | Árbitro(s): Danielle Chesky |

| 10 de noviembre de 2018, 15:00 | Saint-Martin | 0:11 (0:7) | Jamaica                                                                                                | IMG Soccer Complex Field #2, Bradenton, Florida |                            |
|                                |              | Reporte    | - 7' Topey - 16', 27' Jibbison - 17', 83' Magee - 20', 29', 39', 53' Daley - 72' Mcintosh - 88' Howell | Árbitro(s): Keylor Herrera                      | Árbitro(s): Keylor Herrera |

| 10 de noviembre de 2018, 17:30 | México | 10:0 (6:0) | Aruba | IMG Academy Stadium, Bradenton, Florida |                             |
|                                | - Macías 11', 14', 42', 45+1' - D. López 20', 27' - Domínguez 50' - Hernández 57' - Orona 63' - Ramírez 70' | Reporte    |       | Árbitro(s): Gladwyn Johnson             | Árbitro(s): Gladwyn Johnson |

### Grupo C
| Pos. | Equipo                   | Pts. | PJ | G | E | P | GF | GC | Dif. | Clasificación         |
| ---- | ------------------------ | ---- | -- | - | - | - | -- | -- | ---- | --------------------- |
| 1    | Honduras                 | 15   | 5  | 5 | 0 | 0 | 30 | 5  | +25  | Fase de Clasificación |
| 2    | Cuba (E)                 | 12   | 5  | 4 | 0 | 1 | 19 | 5  | +14  |                       |
| 3    | República Dominicana (E) | 9    | 5  | 3 | 0 | 2 | 23 | 10 | +13  |                       |
| 4    | Antigua y Barbuda (E)    | 6    | 5  | 2 | 0 | 3 | 10 | 11 | −1   |                       |
| 5    | Belice (E)               | 3    | 5  | 1 | 0 | 4 | 5  | 19 | −14  |                       |
| 6    | Sint Maarten (E)         | 0    | 5  | 0 | 0 | 5 | 4  | 41 | −37  |                       |

 Fuente: CONCACAF
| 1 de noviembre de 2018, 10:30 | Cuba                                                                         | 6:1 (3:1) | Belice                  | IMG Sports Complex #2, Bradenton, Florida |                           |
|                               | - Rodriguez 31', 90+4' - Oviendo 33' - Ibarra 42' - G. Pérez 67' - Clark 84' | Reporte   | - 45+1' (pen.) Castillo | Árbitro(s): Oshane Nation                 | Árbitro(s): Oshane Nation |

| 1 de noviembre de 2018, 12:45 | Antigua y Barbuda                                               | 6:1 (4:1) | Sint Maarten   | IMG Sports Complex #11, Bradenton, Florida |                          |
|                               | - Bramble 12' - Hakeem 13', 29', 39' - Benjamin 69' - Green 86' | Reporte   | - 16' Drijvers | Árbitro(s): Kimbell Ward                   | Árbitro(s): Kimbell Ward |

| 1 de noviembre de 2018, 19:15 | Honduras                                                                        | 7:1 (2:1) | República Dominicana | IMG Academy Stadium, Bradenton, Florida |                           |
|                               | - Villafranca 6' - Romero 15', 72' - López 61', 67' - Palma 79' - Guevara 90+2' | Reporte   | - 11' Vázquez        | Árbitro(s): Iván Cisneros               | Árbitro(s): Iván Cisneros |

| 3 de noviembre de 2018, 10:30 | República Dominicana | 1:2 (0:1) | Cuba                       | IMG Soccer Complex Field #2, Bradenton, Florida |                             |
|                               | - Lavergne 79'       | Reporte   | - 17' Ibarra - 60' Oviendo | Árbitro(s): Gladwyn Johnson                     | Árbitro(s): Gladwyn Johnson |

| 3 de noviembre de 2018, 12:45 | Belice | 0:1 (0:0) | Antigua y Barbuda | IMG Soccer Complex Field #11, Bradenton, Florida |                                 |
|                               |        | Reporte   | - 81' Green       | Árbitro(s): Pierre-Luc Lauzière                  | Árbitro(s): Pierre-Luc Lauzière |

| 3 de noviembre de 2018, 12:45 | Sint Maarten | 0:12 (0:7) | Honduras | IMG Soccer Complex Field #2, Bradenton, Florida |                                 |
|                               |              | Reporte    | - 1' Palma - 17', 74' Mejía - 21', 40', 62' Calix - 29' Guevara - 34' Villafranca - 71' Rivas - 81' Chaves - 86' Santos | Árbitro(s): Edgar Rangel Araujo                 | Árbitro(s): Edgar Rangel Araujo |

| 5 de noviembre de 2018, 10:30 | Belice                                   | 4:2 (3:0) | Sint Maarten              | IMG Soccer Complex Field #11, Bradenton, Florida |                         |
|                               | - González 3', 45' - Chi 38' - Cacho 49' | Reporte   | - 78' Zion - 84' Drijvers | Árbitro(s): José Torres                          | Árbitro(s): José Torres |

| 5 de noviembre de 2018, 12:45 | Antigua y Barbuda | 0:3 (0:1) | República Dominicana            | IMG Soccer Complex Field #2, Bradenton, Florida |                            |
|                               |                   | Reporte   | - 45', 55' Lavergne - 86' López | Árbitro(s): Oliver Vergara                      | Árbitro(s): Oliver Vergara |

| 5 de noviembre de 2018, 19:45 | Honduras                              | 3:1 (1:1) | Cuba          | IMG Soccer Stadium, Bradenton, Florida |                            |
|                               | - Cálix 31' - Mejía 84' - Palma 90+3' | Reporte   | - 28' Oviendo | Árbitro(s): Ismael Cornejo             | Árbitro(s): Ismael Cornejo |

| 7 de noviembre de 2018, 12:45 | República Dominicana                                                                                   | 12:1 (8:0) | Sint Maarten   | IMG Sports Complex #11, Bradenton, Florida |                              |
|                               | - Paniagua 2', 31', 40', 43', 45' - Pineda 5', 36' - Vásquez 33', 66' - Paredes 80' - Angeles 85', 86' | Reporte    | - 87' Drijvers | Árbitro(s): Daneon Parchment               | Árbitro(s): Daneon Parchment |

| 7 de noviembre de 2018, 15:00 | Belice | 0:4 (0:0) | Honduras                           | IMG Sports Complex #11, Bradenton, Florida |                        |
|                               |        | Reporte   | - 72', 79', 90', 90+2' Villafranca | Árbitro(s): Reon Redix                     | Árbitro(s): Reon Redix |

| 7 de noviembre de 2018, 17:30 | Cuba                             | 3:0 (2:0) | Antigua y Barbuda | IMG Academy Stadium, Bradenton, Florida |                                      |
|                               | - G. Pérez 23', 77' - Flores 38' | Reporte   |                   | Árbitro(s): Adonai Escobedo González    | Árbitro(s): Adonai Escobedo González |

| 9 de noviembre de 2018, 12:45 | República Dominicana                                                         | 6:0 (3:0) | Belice | IMG Sports Complex #11, Bradenton, Florida |                                      |
|                               | - Ángeles 9', 43' - Paniagua 20' - Vásquez 57' - Lavergne 72' - Pineda 90+1' | Reporte   |        | Árbitro(s): Guillermo Pacheco Larios       | Árbitro(s): Guillermo Pacheco Larios |

| 9 de noviembre de 2018, 12:45 | Sint Maarten | 0:7 (0:2) | Cuba                                                                                           | IMG Sports Complex #2, Bradenton, Florida |                                     |
|                               |              | Reporte   | - G. Pérez 36', 72' - Rodriguez 45+1' - Flores 50' - J. Pérez 76' - Nodarse 79' - O. Pérez 88' | Árbitro(s): Bryan López Castellanos       | Árbitro(s): Bryan López Castellanos |

| 9 de noviembre de 2018, 19:45 | Honduras                                            | 4:3 (1:3) | Antigua y Barbuda                     | IMG Academy Stadium, Bradenton, Florida |                                      |
|                               | - Palma 21' - Mejía 68' - Álvarez 72' - Guevara 88' | Reporte   | - 5' Hakeem - 16' Isaac - 43' Bramble | Árbitro(s): Fernando Hernández Gómez    | Árbitro(s): Fernando Hernández Gómez |

### Grupo D
| Pos. | Equipo                     | Pts. | PJ | G | E | P | GF | GC | Dif. | Clasificación         |
| ---- | -------------------------- | ---- | -- | - | - | - | -- | -- | ---- | --------------------- |
| 1    | Panamá                     | 15   | 5  | 5 | 0 | 0 | 17 | 3  | +14  | Fase de Clasificación |
| 2    | Canadá (E)                 | 9    | 5  | 3 | 0 | 2 | 10 | 6  | +4   |                       |
| 3    | Guadalupe (E)              | 9    | 5  | 3 | 0 | 2 | 9  | 8  | +1   |                       |
| 4    | Dominica (E)               | 6    | 5  | 2 | 0 | 3 | 5  | 14 | −9   |                       |
| 5    | San Cristóbal y Nieves (E) | 3    | 5  | 1 | 0 | 4 | 7  | 10 | −3   |                       |
| 6    | Martinica (E)              | 3    | 5  | 1 | 0 | 4 | 4  | 11 | −7   |                       |

 Fuente: CONCACAF
| 2 de noviembre de 2018, 12:45 | San Cristóbal y Nieves | 0:1 (0:0) | Martinica   | IMG Soccer Complex Field #11, Bradenton, Florida |                                     |
|                               |                        | Reporte   | - 86' Bryan | Árbitro(s): Bryan López Castellanos              | Árbitro(s): Bryan López Castellanos |

| 2 de noviembre de 2018, 17:45 | Panamá                                           | 4:0 (1:0) | Guadalupe | IMG Academy Stadium, Bradenton, Florida |                           |
|                               | - S. Díaz 38', 88' - M. Díaz 54' - Orelien 90+1' | Reporte   |           | Árbitro(s): Ismail Elfath               | Árbitro(s): Ismail Elfath |

| 2 de noviembre de 2018, 18:00 | Canadá                                    | 4:0 (2:0) | Dominica | IMG Soccer Stadium, Bradenton, Florida |                                   |
|                               | - Ayo 24', 31' - Hernández 81' - Bair 83' | Reporte   |          | Árbitro(s): Juan Gabriel Calderón      | Árbitro(s): Juan Gabriel Calderón |

| 4 de noviembre de 2018, 10:30 | Guadalupe       | 1:2 (0:1) | Canadá                    | IMG Soccer Complex Field #2, Bradenton, Florida |                            |
|                               | - Archimede 46' | Reporte   | - 8' Choiniere - 75' Reid | Árbitro(s): Benbito Celima                      | Árbitro(s): Benbito Celima |

| 4 de noviembre de 2018, 12:45 | Dominica                       | 3:2 (2:1) | San Cristóbal y Nieves    | IMG Soccer Complex Field #11, Bradenton, Florida |                             |
|                               | - Parillon 2', 65' - Cuffy 49' | Reporte   | - 27' Shade - 57' Nichols | Árbitro(s): Danielle Chesky                      | Árbitro(s): Danielle Chesky |

| 4 de noviembre de 2018, 19:45 | Martinica   | 1:5 (0:3) | Panamá                                                               | IMG Soccer Stadium, Bradenton, Florida |                                 |
|                               | - Bryan 89' | Reporte   | - 1' (a.g.) Michalet - 32', 37' Orelien - 74' Valanta - 90+3' Kirton | Árbitro(s): Patrick Senecharles        | Árbitro(s): Patrick Senecharles |

| 6 de noviembre de 2018, 12:45 | Dominica            | 2:1 (0:1) | Martinica  | IMG Soccer Complex Field #11, Bradenton, Florida |                          |
|                               | - Parillon 50', 68' | Reporte   | - 12' Axel | Árbitro(s): Randy Solano                         | Árbitro(s): Randy Solano |

| 6 de noviembre de 2018, 12:45 | San Cristóbal y Nieves    | 2:3 (1:2) | Guadalupe                          | IMG Soccer Complex Field #2, Bradenton, Florida |                          |
|                               | - Shade 5' - Simmonds 81' | Reporte   | - 36' Bapoume - 38', 85' Archimede | Árbitro(s): Malik Badawi                        | Árbitro(s): Malik Badawi |

| 6 de noviembre de 2018, 17:45 | Panamá               | 2:1 (1:0) | Canadá    | IMG Academy Stadium, Bradenton, Florida |                            |
|                               | - S. Díaz 45+2', 58' | Reporte   | - 55' Ayo | Árbitro(s): Henry Bejarano              | Árbitro(s): Henry Bejarano |

| 8 de noviembre de 2018, 12:45 | Guadalupe                   | 2:0 (1:0) | Martinica | IMG Soccer Complex Field #2, Bradenton, Florida |                                 |
|                               | - Archimede 6' - Jovial 81' | Reporte   |           | Árbitro(s): Edgar Rangel Araujo                 | Árbitro(s): Edgar Rangel Araujo |

| 8 de noviembre de 2018, 15:00 | Canadá        | 1:2 (0:2) | San Cristóbal y Nieves   | IMG Soccer Complex Field #11, Bradenton, Florida |                                |
|                               | - Peruzza 72' | Reporte   | - 23' Martín - 38' Shade | Árbitro(s): Mario Escobar Toca                   | Árbitro(s): Mario Escobar Toca |

| 8 de noviembre de 2018, 17:30 | Dominica | 0:4 (0:2) | Panamá                                              | IMG Soccer Stadium, Bradenton, Florida |                              |
|                               |          | Reporte   | - 18' (pen.), 75' Valanta - 60' McKenzie - 64' West | Árbitro(s): Melvin Matamoros           | Árbitro(s): Melvin Matamoros |

| 10 de noviembre de 2018, 12:45 | Guadalupe                             | 3:0 (2:0) | Dominica | IMG Soccer Complex Field #11, Bradenton, Florida |                           |
|                                | - Laug 2' - Archimede 14', 72' (pen.) | Reporte   |          | Árbitro(s): Nikolai Nyron                        | Árbitro(s): Nikolai Nyron |

| 10 de noviembre de 2018, 12:45 | Martinica         | 1:2 (0:2) | Canadá                  | IMG Soccer Complex Field #2, Bradenton, Florida |                          |
|                                | - Axel 69' (pen.) | Reporte   | - 8' Yates - 15' Bayiha | Árbitro(s): Malik Badawi                        | Árbitro(s): Malik Badawi |

| 10 de noviembre de 2018, 17:30 | Panamá                       | 2:1 (0:1) | San Cristóbal y Nieves | IMG Soccer Stadium, Bradenton, Florida |                                   |
|                                | - Valanta 81' - McKenzie 84' | Reporte   | - 30' Martin           | Árbitro(s): Juan Gabriel Calderón      | Árbitro(s): Juan Gabriel Calderón |

### Grupo E
| Pos. | Equipo          | Pts. | PJ | G | E | P | GF | GC | Dif. | Clasificación         |
| ---- | --------------- | ---- | -- | - | - | - | -- | -- | ---- | --------------------- |
| 1    | Costa Rica      | 12   | 4  | 4 | 0 | 0 | 14 | 0  | +14  | Fase de Clasificación |
| 2    | Haití (E)       | 9    | 4  | 3 | 0 | 1 | 9  | 1  | +8   |                       |
| 3    | Santa Lucía (E) | 6    | 4  | 2 | 0 | 2 | 3  | 8  | −5   |                       |
| 4    | Barbados (E)    | 1    | 4  | 0 | 1 | 3 | 1  | 8  | −7   |                       |
| 5    | Bermudas (E)    | 1    | 4  | 0 | 1 | 3 | 0  | 10 | −10  |                       |

 Fuente: CONCACAF
| 1 de noviembre de 2018, 10:30 | Haití        | 1:0 (1:0) | Santa Lucía | IMG Soccer Complex Field #11, Bradenton, Florida |                                     |
|                               | - Pierre 25' | Reporte   |             | Árbitro(s): Ismael Cornejo Meléndez              | Árbitro(s): Ismael Cornejo Meléndez |

| 1 de noviembre de 2018, 17:30 | Costa Rica                                                   | 5:0 (2:0) | Bermudas | IMG Soccer Stadium, Bradenton, Florida |                              |
|                               | - Araya 19', 38' - Cortés 47' - Gómez 71' - Montenegro 90+1' | Reporte   |          | Árbitro(s): Marco Ortiz Nava           | Árbitro(s): Marco Ortiz Nava |

| 3 de noviembre de 2018, 15:00 | Bermudas | 0:4 (0:2) | Haití                                                   | IMG Soccer Complex Field #11, Bradenton, Florida |                              |
|                               |          | Reporte   | - 12', 43' Elysee - 60' (pen.) Bissainthe - 90' Borgein | Árbitro(s): Melvin Matamoros                     | Árbitro(s): Melvin Matamoros |

| 3 de noviembre de 2018, 19:45 | Costa Rica                     | 2:0 (0:0) | Barbados | IMG Soccer Stadium, Bradenton, Florida |                            |
|                               | - Mesén 46' - Araya 82' (pen.) | Reporte   |          | Árbitro(s): Rubiel Vázquez             | Árbitro(s): Rubiel Vázquez |

| 5 de noviembre de 2018, 12:45 | Santa Lucía                     | 2:1 (1:0) | Barbados      | IMG Soccer Complex Field #11, Bradenton, Florida |                           |
|                               | - Philip 14' - Ribot 51' (pen.) | Reporte   | - 47' Francis | Árbitro(s): Nikolai Nyron                        | Árbitro(s): Nikolai Nyron |

| 5 de noviembre de 2018, 17:30 | Costa Rica  | 1:0 (1:0) | Haití | IMG Soccer Stadium, Bradenton, Florida |                         |
|                               | - Reyes 30' | Reporte   |       | Árbitro(s): Iván Barton                | Árbitro(s): Iván Barton |

| 7 de noviembre de 2018, 12:45 | Santa Lucía   | 1:0 (0:0) | Bermudas | IMG Soccer Complex Field #2, Bradenton, Florida |                            |
|                               | - Richard 59' | Reporte   |          | Árbitro(s): Rubiel Vásquez                      | Árbitro(s): Rubiel Vásquez |

| 7 de noviembre de 2018, 17:30 | Haití                                                 | 4:0 (3:0) | Barbados | IMG Academy Stadium, Bradenton, Florida |                                      |
|                               | - Bissanthe 39' (pen.), 45+1' - Piere 45' - Damus 90' | Reporte   |          | Árbitro(s): Fernando Hernández Gómez    | Árbitro(s): Fernando Hernández Gómez |

| 9 de noviembre de 2018, 10:30 | Barbados | 0:0     | Bermudas | IMG Soccer Complex Field #2, Bradenton, Florida |                                    |
|                               |          | Reporte |          | Árbitro(s): Selvin Brown Chavarría              | Árbitro(s): Selvin Brown Chavarría |

| 9 de noviembre de 2018, 17:30 | Santa Lucía | 0:6 (0:1) | Costa Rica                                                                  | IMG Soccer Stadium, Bradenton, Florida |                             |
|                               |             | Reporte   | - 45+1' Gamboa - 64' Parkins - 76' Abarca - 85', 88' Villegas - 89' Navarro | Árbitro(s): Héctor Martínez            | Árbitro(s): Héctor Martínez |

### Grupo F
| Pos. | Equipo           | Pts. | PJ | G | E | P | GF | GC | Dif. | Clasificación         |
| ---- | ---------------- | ---- | -- | - | - | - | -- | -- | ---- | --------------------- |
| 1    | El Salvador      | 9    | 4  | 3 | 0 | 1 | 7  | 5  | +2   | Fase de Clasificación |
| 2    | Guatemala (E)    | 7    | 4  | 2 | 1 | 1 | 10 | 5  | +5   |                       |
| 3    | Curazao (E)      | 6    | 4  | 2 | 0 | 2 | 10 | 10 | 0    |                       |
| 4    | Islas Caimán (E) | 4    | 4  | 1 | 1 | 2 | 8  | 11 | −3   |                       |
| 5    | Guyana (E)       | 3    | 4  | 1 | 0 | 3 | 7  | 11 | −4   |                       |

 Fuente: CONCACAF
| 2 de noviembre de 2018, 10:30 | Guatemala                                                 | 4:0 (1:0) | Guyana | IMG Soccer Complex Field #2, Bradenton, Florida |                                      |
|                               | - Barrientos 43' - Ardón 60' - Cifuentes 63' - Santis 71' | Reporte   |        | Árbitro(s): Fernando Hernández Gómez            | Árbitro(s): Fernando Hernández Gómez |

| 2 de noviembre de 2018, 12:45 | El Salvador                 | 2:1 (0:0) | Curazao             | IMG Soccer Complex Field #2, Bradenton, Florida |                        |
|                               | - Sánchez 59' - Rosales 88' | Reporte   | - 79' (a.g.) Artiga | Árbitro(s): Reon Radix                          | Árbitro(s): Reon Radix |

| 4 de noviembre de 2018, 15:15 | Curazao                 | 1:3 (0:2) | Guatemala                             | IMG Soccer Stadium, Bradenton, Florida |                                      |
|                               | - Alvarado 90+3' (a.g.) | Reporte   | - Alvarado 5' - Rivas 13' - Mejía 57' | Árbitro(s): Guillermo Pacheco Larios   | Árbitro(s): Guillermo Pacheco Larios |

| 4 de noviembre de 2018, 17:30 | Islas Caimán | 1:3 (0:2) | El Salvador                                   | IMG Soccer Stadium, Bradenton, Florida |                              |
|                               | - Foster 56' | Reporte   | - 38' (pen.) Portillo - 40' Cruz - 51' Clavel | Árbitro(s): Okeito Nicholson           | Árbitro(s): Okeito Nicholson |

| 6 de noviembre de 2018, 10:30 | Guyana                    | 2:3 (1:1) | Islas Caimán                                     | IMG Soccer Complex Field #2, Bradenton, Florida |                         |
|                               | - Benjamin 5' - Macey 60' | Reporte   | - 45' (pen.) Holness - 58' Foster - 67' Campbell | Árbitro(s): Filip Dujic                         | Árbitro(s): Filip Dujic |

| 6 de noviembre de 2018, 19:30 | El Salvador          | 2:1 (1:1) | Guatemala        | IMG Soccer Stadium, Bradenton, Florida |                           |
|                               | - Henriquez 39', 59' | Reporte   | - 13' Barrientos | Árbitro(s): Ismail Elfath              | Árbitro(s): Ismail Elfath |

| 8 de noviembre de 2018, 12:45 | Guyana                           | 3:4 (2:3) | Curazao                                                         | IMG Soccer Complex Field #11, Bradenton, Florida |                              |
|                               | - Benjamin 7' - Britton 45', 58' | Reporte   | - 10' Fermina - 27' Valpoort - 33' (a.g.) Jackman - 56' Vicario | Árbitro(s): Marco Ortíz Nava                     | Árbitro(s): Marco Ortíz Nava |

| 8 de noviembre de 2018, 17:30 | Guatemala                     | 2:2 (2:1) | Islas Caimán                | IMG Academy Stadium, Bradenton, Florida |                        |
|                               | - Barrientos 14' - Santis 33' | Reporte   | - 30' Porchmont - 54' Duval | Árbitro(s): John Pitti                  | Árbitro(s): John Pitti |

| 10 de noviembre de 2018, 10:30 | Islas Caimán               | 2:4 (2:2) | Curazao                                         | IMG Soccer Complex Field #2, Bradenton, Florida |                         |
|                                | - Foster 26' - Ramírez 34' | Reporte   | - 12', 36' Vandepitte - 72' Vicario - 79' Royer | Árbitro(s): Damien Rosa                         | Árbitro(s): Damien Rosa |

| 10 de noviembre de 2018, 19:45 | Guyana                        | 2:0 (1:0) | El Salvador | IMG Soccer Stadium, Bradenton, Florida |                           |
|                                | - Benjamín 45+1' - Garret 63' | Reporte   |             | Árbitro(s): Benito Celima              | Árbitro(s): Benito Celima |

## Fase de clasificación

### Grupo G
| Pos. | Equipo             | Pts. | PJ | G | E | P | GF | GC | Dif. | Clasificación          |
| ---- | ------------------ | ---- | -- | - | - | - | -- | -- | ---- | ---------------------- |
| 1    | Estados Unidos (H) | 6    | 2  | 2 | 0 | 0 | 5  | 0  | +5   | Final y Mundial Sub-20 |
| 2    | Honduras           | 1    | 2  | 0 | 1 | 1 | 1  | 2  | −1   | Mundial Sub-20         |
| 3    | Costa Rica (E)     | 1    | 2  | 0 | 1 | 1 | 1  | 5  | −4   |                        |

 Fuente: CONCACAF
| 13 de noviembre de 2018, 18:30 | Honduras          | 1:1 (1:0) | Costa Rica  | IMG Academy Stadium, Bradenton, Florida |                                     |
|                                | - Villafranca 20' | Reporte   | - 47' Gómez | Árbitro(s): Ismael Cornejo Meléndez     | Árbitro(s): Ismael Cornejo Meléndez |

| 16 de noviembre de 2018, 19:30 | Estados Unidos                                       | 4:0 (2:0) | Costa Rica | IMG Academy Stadium, Bradenton, Florida |                           |
|                                | - Méndez 15' - Llanez 19' - Torres 49' - Akinola 75' | Reporte   |            | Árbitro(s): Oshane Nation               | Árbitro(s): Oshane Nation |

| 19 de noviembre de 2018, 20:00 | Honduras | 0:1 (0:0) | Estados Unidos | IMG Academy Stadium, Bradenton, Florida |                                |
|                                |          | Reporte   | - 50' Akinola  | Árbitro(s): Fernando Hernández          | Árbitro(s): Fernando Hernández |

### Grupo H
| Pos. | Equipo          | Pts. | PJ | G | E | P | GF | GC | Dif. | Clasificación          |
| ---- | --------------- | ---- | -- | - | - | - | -- | -- | ---- | ---------------------- |
| 1    | México          | 4    | 2  | 1 | 1 | 0 | 3  | 2  | +1   | Final y Mundial Sub-20 |
| 2    | Panamá          | 4    | 2  | 1 | 1 | 0 | 3  | 2  | +1   | Mundial Sub-20         |
| 3    | El Salvador (E) | 0    | 2  | 0 | 0 | 2 | 0  | 2  | −2   |                        |

 Fuente: CONCACAF
Notas:
1. 1 2  Puntos de Fair play: México −1, Panamá −2.

| 13 de noviembre de 2018, 16:15 | Panamá         | 1:0 (0:0) | El Salvador | IMG Academy Stadium, Bradenton, Florida |                             |
|                                | - McKenzie 74' | Reporte   |             | Árbitro(s): Héctor Martínez             | Árbitro(s): Héctor Martínez |

| 16 de noviembre de 2018, 17:00 | México         | 1:0 (1:0) | El Salvador | IMG Academy Stadium, Bradenton, Florida |                                   |
|                                | - D. López 11' | Reporte   |             | Árbitro(s): Juan Gabriel Calderón       | Árbitro(s): Juan Gabriel Calderón |

| 19 de noviembre de 2018, 17:30 | Panamá              | 2:2 (2:0) | México                                | IMG Academy Stadium, Bradenton, Florida |                           |
|                                | - Walker 34', 45+1' | Reporte   | - 53' (pen.) D. López - 59' Hernández | Árbitro(s): Ismail Elfath               | Árbitro(s): Ismail Elfath |

## Final
| 21 de noviembre de 2018, 19:00 | Estados Unidos    | 2:0 (1:0) | México | IMG Academy Stadium, Bradenton, Florida |                         |
|                                | - Méndez 17', 50' | Reporte   |        | Árbitro(s): Iván Barton                 | Árbitro(s): Iván Barton |

|                                   |
| Bandera de Estados Unidos         |
| Campeón Estados Unidos 2.º título |

## Clasificados a la Copa Mundial de Fútbol Sub-20 Polonia 2019
| Bandera de Estados Unidos | Bandera de Honduras | Bandera de México | Bandera de Panamá |
| Estados Unidos            | Honduras            | México            | Panamá            |

## Clasificados a los Juegos Panamericanos Lima 2019
El torneo también sirvió para definir a cuatro clasificados al torneo de fútbol en los Juegos Panamericanos de 2019, en donde el mejor de cada una de las tres subregiones de Concacaf y un invitado clasificaron al torneo.
| País           | Zona  | Apariciones2                                                                |
| -------------- | ----- | --------------------------------------------------------------------------- |
| Jamaica        | CFU   | 4 (1971, 1975, 1999, 2007)                                                  |
| Panamá         | UNCAF | 1 (2015)                                                                    |
| Estados Unidos | NAFU  | 12 (1959, 1963, 1967, 1971, 1975, 1979, 1983, 1987, 1991, 1995, 1999, 2007) |
| Honduras       | UNCAF | 4 (1991, 1995, 1999, 2007)                                                  |

2 En negrita se indica el año en el que fue campeón. En cursiva indica que fue el país sede.

## Estadísticas
| Pos. | Equipo               | Pts | PJ | PG | PE | PP | GF | GC | Dif. | Rend.  |
| ---- | -------------------- | --- | -- | -- | -- | -- | -- | -- | ---- | ------ |
| 1    | Estados Unidos       | 24  | 8  | 8  | 0  | 0  | 44 | 2  | +42  | 100%   |
| 2    | México               | 17  | 8  | 5  | 2  | 1  | 34 | 6  | +28  | 70.83% |
| 3    | Panamá               | 19  | 7  | 6  | 1  | 0  | 20 | 5  | +15  | 90.48% |
| 4    | Honduras             | 16  | 7  | 5  | 1  | 1  | 31 | 6  | +25  | 76.19% |
| 5    | Costa Rica           | 13  | 6  | 4  | 1  | 1  | 15 | 5  | +10  | 72.22% |
| 6    | El Salvador          | 9   | 6  | 3  | 0  | 3  | 7  | 7  | 0    | 50%    |
| 7    | Jamaica              | 13  | 5  | 4  | 1  | 0  | 24 | 3  | +21  | 86.7%  |
| 8    | Cuba                 | 12  | 5  | 4  | 0  | 1  | 19 | 5  | +14  | 80%    |
| 9    | Haití                | 9   | 4  | 3  | 0  | 1  | 9  | 1  | +8   | 75%    |
| 10   | Surinam              | 9   | 4  | 3  | 0  | 1  | 18 | 5  | +13  | 75%    |
| 11   | República Dominicana | 9   | 5  | 3  | 0  | 2  | 23 | 10 | +13  | 60%    |
| 12   | Trinidad y Tobago    | 9   | 5  | 3  | 0  | 2  | 12 | 11 | +1   | 60%    |
| 13   | Puerto Rico          | 9   | 5  | 3  | 0  | 2  | 16 | 15 | +1   | 60%    |

### Goleadores
| Jugador           | Selección            | Goles |
| ----------------- | -------------------- | ----- |
| José Macías       | México               | 10    |
| Alexis Méndez     | Estados Unidos       | 8     |
| Jaden Servania    | Puerto Rico          | 7     |
| Josué Villafranca | Honduras             | 7     |
| Daniel López      | México               | 7     |
| Ulysses Llanez    | Estados Unidos       | 7     |
| Ayo Akinola       | Estados Unidos       | 7     |
| Erick Paniagua    | República Dominicana | 6     |
| Nicque Daley      | Jamaica              | 6     |
| Luther Archimede  | Guadalupe            | 6     |

| Jugador         | Selección         | Rival          |
| --------------- | ----------------- | -------------- |
| Rodrigo Artiga  | El Salvador       | Curazao        |
| Chad Phillip    | Granada           | Aruba          |
| Carlos Alvarado | Guatemala         | Curazao        |
| Junior Michalet | Martinica         | Panamá         |
| Nicolás Cardona | Puerto Rico       | Estados Unidos |
| Jabarry Francis | Trinidad y Tobago | Estados Unidos |
| Mark Jacobs     | Aruba             | Nicaragua      |
| Javain Brown    | Jamaica           | México         |
| Cecil Jackman   | Guyana            | Curazao        |

## Cobertura televisiva
- Latinoamérica: Fox Sports
- Costa Rica: Teletica y Repretel
- México: TVC Deportes
- Honduras: Televicentro
- Panamá: RPC TV
- Estados Unidos: Univision Deportes
- Flow Sports (Caribe)
- El Salvador: Telecorporación Salvadoreña
- Guatemala: Albavisión (Canal 3 y TeleOnce).